# Peugeot 107
O Peugeot 107 é um carro urbano produzido pela fabricante de automóveis francesa Peugeot desde 2005 até 2014.
O 107 foi desenvolvido pelo projeto B-Zero da PSA Peugeot Citroën em um acordo com a Toyota; o Citroën C1 e o Toyota Aygo são versões iguais do mesmo carro, apesar de que o Aygo tem mais diferenças em detalhes que o C1. Todos os três estão sendo construídos nas novas dependências da Toyota Peugeot Citroën Automobile Czech, um empreendimento conjunto na cidade de Kolin, República Tcheca. Este é um carro de quatro assentos, disponíveis com 3 ou 5 portas. O 107 substitui o Peugeot 106, que cessou sua produção no final de 2003, após 12 anos.
O perfil traseiro do Peugeot 107 mostra os faixos de luz que compartilha com o Citroën C1, mas não com o Toyota Aygo.
Em janeiro de 2010, a PSA Peugeot Citroën anunciou que estava recolhendo "cerca de 100.000 unidades" do 107 e também do Citroën C1, seguindo à Toyota por causa de pedais do acelerador com falhas - na qual o Aygo foi afetado. Sob tais circunstâncias, o pedal pode cravar parcialmente em uma parte mais baixa, ou retornar mais lentamente para a posição normal.
Foi substituído pelo Peugeot 108.

## Motorização
- 1.0L 1KR-FE 998cc à gasolina, 68PS (67 hp/50 kW) e torque de 69 ft·lbf (94N·m)
- 1.4L Ford DLD DV4 1398cc HDi turbodiesel, 55PS (54 hp/40 kW) e torque de 96 ft·lbf (130N·m)

## Modelos
- O mais básico e barato 107 disponível, é o Urban Lite. Faltando alguns dos acessórios em relação às versões mais completas, possui janelas manuais, retrovisores não pintados, sem protetor de portas nas laterais e dois airbag. Também faltam o conta-giros e ar-condicionado. Na França, o Urban Lite é simplesmente conhecido como Urban.

- O Urban é considerado o modelo mais popular entre os 107. Mais acessórios são opcionais, como o conta-giros ou mesmo o ar-condicionado. Ele também possui 2 airbag laterais, protetores de porta, retrovisores na cor do carro, travador remoto central e janelas elétricas, como opcionais. Na França, o Urban é denominado Trendy.

- Um modelo chamado Urban Move é equipado por padrão com ar-condicionado, conta-giros e uma pintura metálica. O Move está disponível nas cores Cinza Zircon e Preto Raven. O interior, que apresenta um tecido Vermelho Matrix destaca a exclusividade do Move. Este modelo foi atualizado em 2008 e agora apresenta materiais azuis claro nos assentos, bem como em partes do interior como ao redor das saídas de ventilação de ar e do velocímetro.

- Uma versão denominada Sport XS também foi oferecida, mas foi excluído da linha em fevereiro de 2008. Veio à linha com uma variedade de 4 cores, com as faixas laterais e retrovisores correspondentes (Branco Diamante com faixas vermelhas, Preto Raven com faixas vermelhas, Vermelho Laser com faixas brancas e Cinza Zircon com faixas pretas), rodas de liga leve, escapes esportivos, spoilers no para-choque frontal e detalhes em vermelho no interior como padrão. Em 2008, uma versão Sport substituiu o Sport XS.

- Uma edição Kiss foi lançada em conjunto com uma rádio Inglesa, Kiss FM. O modelo apresentou gráficos especiais ao lado do veículo, um aparelho de som Clarion e amplificadores sob os assentos.

- Em Portugal é oferecido apenas como uma versão para duas pessoas, como seu irmão Citroën C1 para uso urbano, equipado com o motor 1.4L a diesel.

- Verve (disponível a partir de 2009) é similar aos modelos Urban Move, com ar-condicionado. Entretanto, as rodas de liga leve já vêm de fábrica, juntamente com seu interior laranja exclusivo e novas pinturas externas.